# Harrison Thomas
Harrison William Thomas (* 4. Oktober 1990 in Santa Monica, Kalifornien) ist ein US-amerikanischer Schauspieler.

## Werdegang
Harrison Thomas wurde in Santa Monica, im US-Bundesstaat Kalifornien als Sohn des Komikers Dave Thomas, geboren und wuchs später in Malibu auf. Dort besuchte er das Musicians Institute, wo er in Gesang und an der Gitarre ausgebildet wurde. Mit der Schauspielerei begann er ebenfalls in seiner Heimat, am Repertory Playhouse West Theatre.
Vor der Kamera ist er seit 2011 aktiv. Seitdem war er bislang vor allem in Gastrollen im US-Fernsehen zu sehen, etwa in Dr. House, Fringe – Grenzfälle des FBI, Criminal Minds, CSI: Vegas, Silicon Valley, Lucifer oder Better Call Saul. Seine bislang größte Rolle ist die des Jason Hood, den er von 2013 bis 2014 in der Serie Banshee – Small Town. Big Secrets. spielte.
Seine Filmauftritte umfassen Werke wie The Stanford Prison Experiment oder Other People’s Children.

## Filmografie (Auswahl)
- 2011: Dr. House (House M.D., Fernsehserie, Episode 8x06)
- 2012: Fringe – Grenzfälle des FBI (Fringe, Fernsehserie, Episode 4x13)
- 2012: The Client List (Fernsehserie, Episode 1x05)
- 2012: Criminal Minds (Fernsehserie, Episode 8x06)
- 2013: CSI: Vegas (CSI: Crime Scene Investigation, Fernsehserie, Episode 14x06)
- 2013–2014: Banshee – Small Town. Big Secrets. (Banshee, Fernsehserie, 6 Episoden)
- 2014: Silicon Valley (Fernsehserie, Episode 1x04)
- 2015: The Stanford Prison Experiment
- 2015: 600 Millas
- 2015: Other People’s Children
- 2016: Lucifer (Fernsehserie, Episode 1x09)
- 2017–2022: Better Call Saul (Fernsehserie, 5 Episoden)